# Paracrangonyx compactus
Paracrangonyx compactus är en kräftdjursart som först beskrevs av Charles Chilton 1882.  Paracrangonyx compactus ingår i släktet Paracrangonyx och familjen Paracrangonyctidae. Inga underarter finns listade i Catalogue of Life.